# 白金數據
《白金數據》（Platinum Data）是日本作家東野圭吾的長篇推理小說。於幻冬舍《Papyrus》2006年12月號至2010年4月號連載，2010年6月30日由幻冬舍發行了單行本。2013年上映改編自本作的電影版，由二宮和也主演。
本作以近未來為舞台，當時有一種實現了檢舉率100%，冤案率0%的DNA調查技術，而相關的DNA信息「白金數據」被捲入了犯罪當中。故事則講述了成為了嫌疑人的警視廳特殊搜查機構的天才科學家和對其窮追不捨的刑警的交手過程。東野創作本故事的時候是以電影化為前提而執筆的，但曾一度放棄此念頭。之後映像化的時候，卻收到了來自20間以上的大型電影公司、電視台、製作公司的製作請求。
標題「白金數據」為自創詞彙，意指「國家暗中管理的國民DNA數據」。

## 出版書籍
| 出版社           | 出版日期      | 格式   | 頁數  | ISBN                   | 譯者   |
| ---------------- | ------------- | ------ | ----- | ---------------------- | ------ |
| 幻冬舍           | 2010年6月30日 | 單行本 | 431頁 | ISBN 978-4-34-401847-1 | 不適用 |
| 朝鮮 (地區)      | 2011年1月25日 | 平裝書 | 512頁 | ISBN 978-892-639055-9  |        |
| 幻冬舍           | 2012年7月5日  | 文庫本 | 493頁 | ISBN 978-4-34-441884-4 | 不適用 |
| 皇冠出版社       | 2017年7月3日  | 平裝書 | 368頁 | ISBN 978-957-333-311-1 | 王蘊潔 |
| 北京联合出版公司 | 2018年1月     | 平裝書 | 306頁 | ISBN 978-7-5596-1156-7 | 王蕴洁 |

## 故事簡介
某酒店內發生了使用「電子興奮器」，也就是能令使用者體驗興奮狀態的電子設備後的女性被殺害的案件。從在酒店內殘留的頭髮和體毛，兇手很快就被找到。然而事情並未完結，不久後發生了同樣使用了電子興奮器，強暴後並殺死對方的案件。通過殘留精液中的DNA數據，本應很快就能揪出兇手，但DNA檢索系統居然返回了「Not Found(NF)13」的結果，意思是類似的遺傳因子並沒有被記錄在系統裡。
之後蓼科兄妹也被殺害，令人震驚的是，殺害他們所使用的手槍，和NF13事件中使用的竟是同一把手槍。在他死亡之前，曾向神樂表示『DNA檢索系統並不完全』。而從蓼科早樹的衣服上發現了神樂的頭髮，因此神樂被懷疑是殺害他們的兇手。而神樂和早樹他們見面的時候，曾有幾小時的空白時間，也就是因為神樂擁有多重人格，和早樹見面的是他另一個人格「隆」。難道真的是自己的人格犯下了罪行？
雖然神樂想查清真相，但向隆確認情況卻不甚容易。害怕被逮捕的神樂，察覺到早樹他們留下的「雪墩(Mogul)」是解決事件的關鍵，於是前往早樹他們的別墅。另一方面，淺間察覺到協助搜查的志賀等人為了快點終止調查而做出的舉動，感覺背後似乎有點不尋常，於是也展開了行動。

## 登場人物
淺間 玲司（Asama Reiji）
警視廳搜查一課警部補。
戶倉（Tokura）
浅間的晚輩刑警。
那須（Nasu）
警視廳搜查一課課長。
木場（Kiba）
警視廳搜查一課係長。
志賀 孝志（Shiga Takashi）
警視廳特殊解析研究所所長。年齡40歲。
神樂 龍平（Kagura Ryuuhei）
警視廳特殊解析研究所的主任解析員。
神樂 昭吾（Kagura Shougo）
龍平之父，陶藝家。
桑原 裕太（Kuwabara Yuuta）
澀谷愛情賓館女大學生殺人案的嫌犯。
蓼科 早樹（Tateshina Saki）
DNA搜查系統的發明者，優秀的數學家。
蓼科 耕作（Tateshina Kousaku）
早樹的哥哥。
水上 洋次郎（Minakami Youjirou）
新世紀大學醫院的腦神經科教授，神樂龍平的主治醫生。
富山（Toyama）
新世紀大學醫院的警衛。
穗高（Hodaka）
科學警察研究所的特別鑑證組負責人，40歲左右。
白鳥 里沙（Shiratori Risa）
日裔美國人，DNA指紋分析研究者。
鈴蘭（Suzuran）
龍（神樂龍平的第二人格）的戀人。
丸沼 玲子（Marunuma Reiko）
櫃檯酒吧「Round」的媽媽桑。
鹽原（Shiohara）
東京都安心生活研究所所長。
Kiel Neumann
美國數學家。和蓼科早樹有交流。
勝山 悟郎（Katsuyama Gorou）
Heiden的利用者。
玉原（Tamahara）
暮禮路署的刑警。
北峰（Kitamine）
暮禮路市某縣的縣警部長。

## 漫畫
漫畫家淺井蓮次以東野圭吾的《白金數據》改以漫畫作品，プラチナデータ製作委員會監修。2013年由幻冬舍出版在日本發行。

## 電影
於2013年3月16日上映的基於原作小說改編的以DNA為主題的科幻懸疑電影。導演是大友啟史，主演的二宮和也自電視劇「流星之絆」（2008年，TBS）之後第二次演出東野圭吾的作品。
電影與全日本310間戲院上映，頭兩日已收得4億49萬6000日元票房，入場觀看人數達30萬，在電影觀眾排行榜中甫上榜就爬升至第二名（寫實電影第一名）。。最终票房收得26億4000萬日元，2013年上半期（2012年冬 - 2013年6月上映電影）本土电影作品第五名（真人電影第一名）。
本片於2013年5月2日在香港上映，5月3日在台灣上映，新加坡也有上映。

### 主演
- 神樂龍平 - 二宮和也（嵐）
- 水上利江子[5] - 鈴木保奈美[6]
- 淺間玲司 - 豐川悅司
- 志賀孝志 - 生瀨勝久
- 白鳥里沙 - 杏
- 蓼科早樹 - 水原希子
- 戶倉稔 - 遠藤要
- 蓼科耕作 - 和田聰宏
- 神樂昭吾 - 萩原聖人
- 那須真之 - 中村育二

### 製作人員
- 導演 - 大友啟史
- 原作 - 東野圭吾《白金數據》（幻冬舍刊）
- 劇本 - 濱田秀哉
- 音樂 - 澤野弘之
- 製作 - 市川南、服部洋、藤島ジュリー景子、見城徹、松木茂、吉川英作、川邊健太郎

電影『白金數據』製作委員會（東寶、電通、J Storm、幻冬舍、JR東日本企畫、日本出版販賣、Yahoo! JAPAN Group）
- 監製 - 山内章弘
- 製片 - 川田尚廣
- 攝影 - 佐光朗
- 美術 - 橋本創
- 照明 - 渡部嘉
- 錄音 - 湯脅房雄
- 剪輯 - 今井剛
- 助導演 - 猪腰弘之
- 製作擔當 - 森悦子
- 動作指導 - 下村勇二
- 製作公司 - 東寶電影

### 主題曲
- 嵐「Breathless」（J Storm）

### 電影評價
- 香港蘋果日報的仰止說：「電影本身拍得一點都不悶，緊湊刺激沒冷場，我只是感到沒有好好的去描寫二宮和也過去的生活歷史，是本片的一大缺憾，人性的味道淡了，變成大部份時間都是在玩貓捉老鼠遊戲。」[7]

## 外部連結
- （日語）電影官方網站 （页面存档备份，存于）
- （英文）AsianWiki: Platina Data （页面存档备份，存于）
- （英文）IMDb: Platinum Data (2013)